# كلب جاك راسل
كلب جاك راسل (بالإنجليزية: Jack Russell)هو سلالة من سلالات الكلاب الصغيرة التي تتصف بالشجاعة ويحبها الجميع بسبب شكلها الجذاب والمميز. تم تربية كلاب جاك راسل في انجلترا منذ حوالي 200 عام لصيد الثعالب، وهي تعرف أيضاً باسم "جاك راسل تيرير"، وهي نابضة بالحياة ومستقلة وتتمتع بالذكاء، وهي ودودة ومن الممكن إدارتها وتدريبها. يصل طول الذكور في تلك السلالة إلى 30 سنتيمتر، والإناث إلى 27 سنتيمتر، كما أن البعض يقص ذيل هذه السلالة بطريقة ما تجعل الجزء المتبقي من الذيل رأسي ومستقيم حتى لا يكون عامل ضعف له.

## أنواعه

### ذو الفرو الناعم

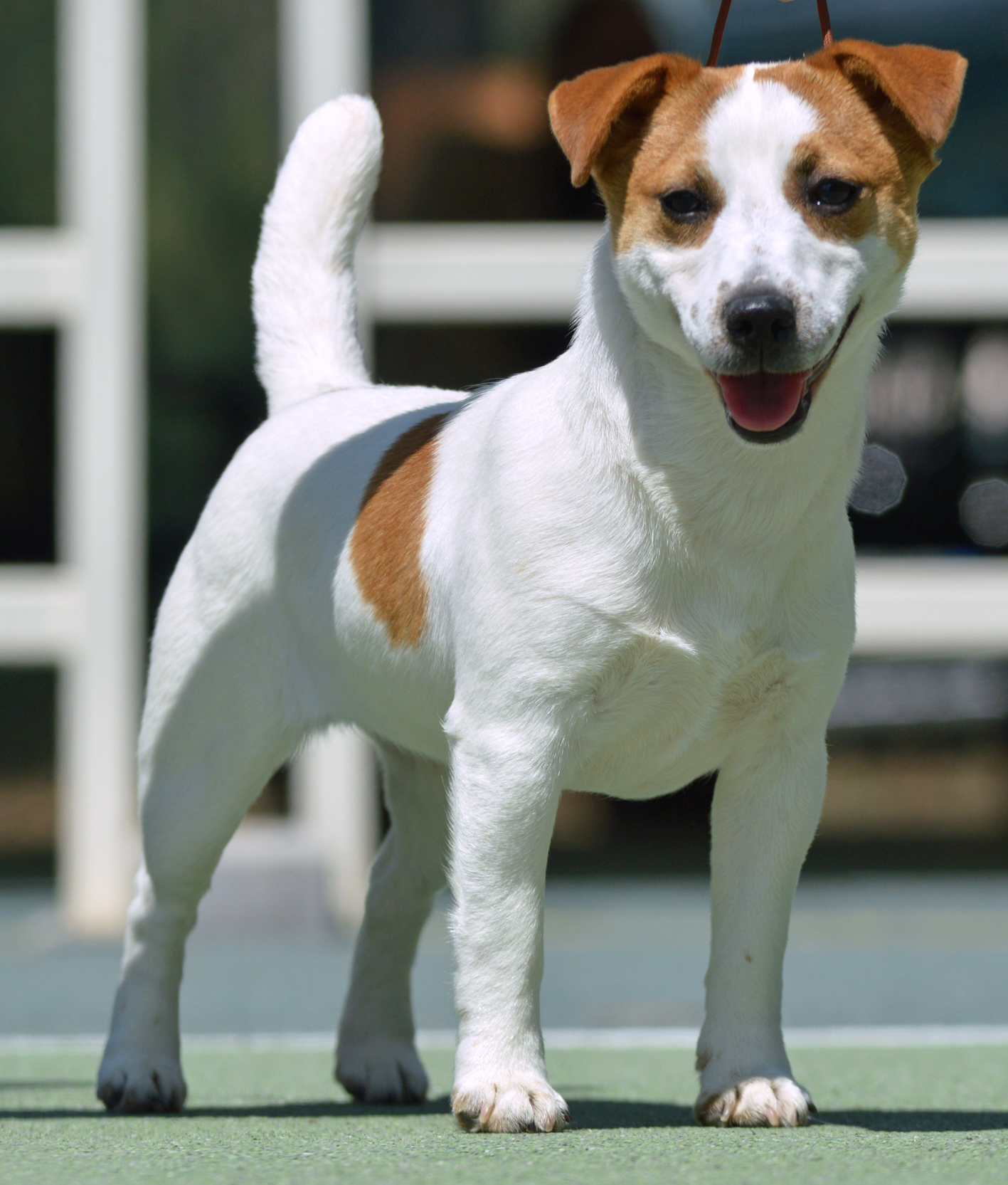
كلب جاك راسل ذات شعر ناعم.

كلب جاك راسل الذي يمتلك فرواً ناعماً يتميز بالفرو القصير للغاية، كما أنه من السهل الاعتناء بفروته، إلا أن فروته تميل إلى الاحتفاظ بالأوساخ، كما أن هذا النوع من كلاب جاك راسل يكون في بعض الأحيان عرضة للشعور بالبرد خلال فصل الشتاء.

### ذو الفرو الخشن
تمتلك كلاب جاك راسل ذات الفرو الخشن فرواً طويلاً إلى حد ما، كما أنه خشن الملمس، وينمو الفراء في اتجاهات مختلفة في جسده ويصل طوله إلى بضع بوصات.

### المخلطة

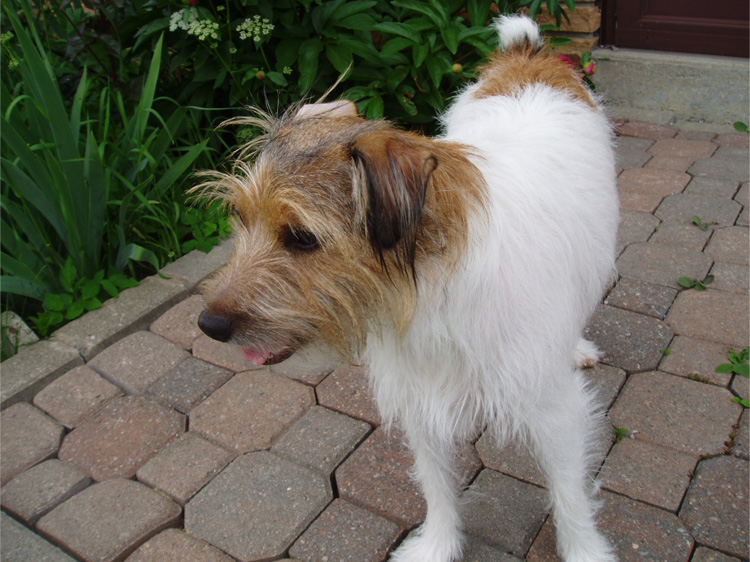
كلب جاك راسل ذات فرو خشن.

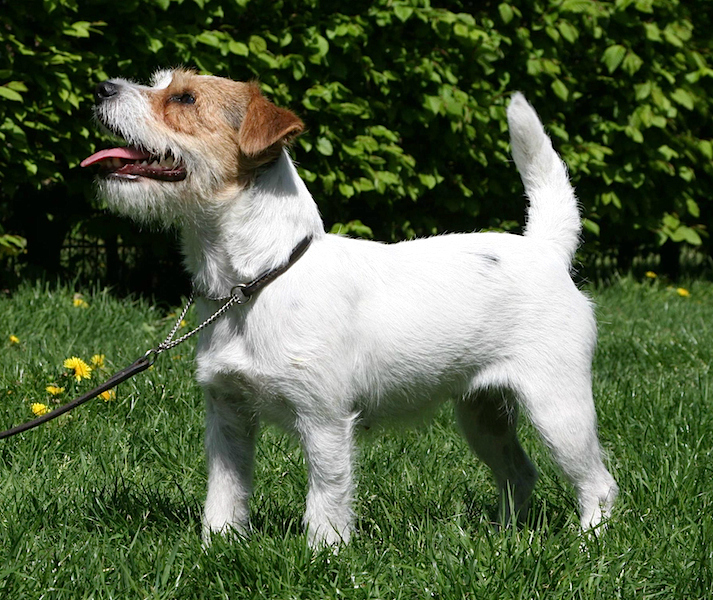
كلب جاك راسل ذات فرو مختلط.

هذا النوع من كلاب جاك راسل لديه مزيج من الفرو الناعم والفرو الخشن، بمعنى أن بعض مناطق من جسمه سيكون بها شعر قصير وناعم، ومناطق أخرى يكون بها شعر خشن وأكثر طولاً بالطبع.

## تاريخه
في جنوب إنجلترا خلال منتصف القرن التاسع عشر تم الإعتناء بكلاب جاك راسل بواسطة رجل يدعى Parson john Russell والذي تم تسمية الكلاب باسمه، كان هدف راسل الأساسي هو أن يقوم بتدريبهم لإخراج الثعالب من أوكارهم ومطاردتهم، كما أنه كان مغرماً بالصيد لذلك قام بتكريس كل وقته في تدريب هذه الكلاب.
وبعد ذلك أصبح العديد من الصيادين يستخدمون كلاب جاك راسل، وخصوصا الذين يصطادون على ظهور الخيل، حيث اشتهرت هذه السلالة في الولايات المتحدة بحلول ثلاثينيات القرن العشرين، وتوالت الكثير من النوادي المختلفة بآراء متنوعة حول مظهر كلاب جاك راسل وقدرتها على الصيد.
كما أنهم عملوا على الحفاظ على هذه السلالة منذ ذلك الحين. تنوعت السلالة من جهة الحجم والنوع، وتلك الأشياء تجعل سلالة هذه الكلاب مميزة وفريدة من نوعها.

## رعايته

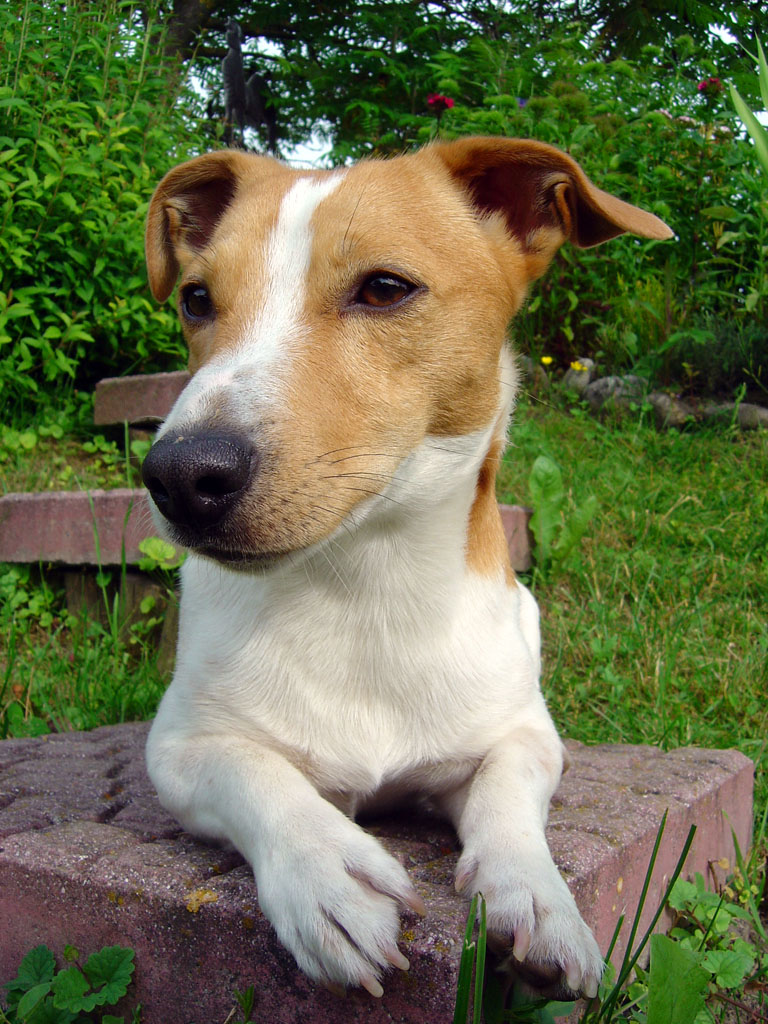
كلب جاك راسل

الرعاية بكلب من سلالة جاك راسل ليس بصعوبة تدريبه لأنه ليس عرضة للكثير من المشاكل الصحية كما أن فراؤه ليس كثيفاً كي يحتاج إلى التمشيط المستمر
بصرف النظر عن نوع الفرو، لا سيما خلال موسم الصيد، يحتاج إلى التمشيط مرتين بالأسبوع للحفاظ على نظافته.
يحتاج إلى الاستحمام كل شهرين. وإذا كان ذي شعر خشن وكثيف فيحتاج إلى التشذيب كل 6-8 أسابيع.
من الممكن أن يصاب بالتهابات اللثة إذا لم يتم الاعتناء بأسنانه من قِبل صاحبه.

## أمراض ممكن أن يصاب بها
أمراض العين

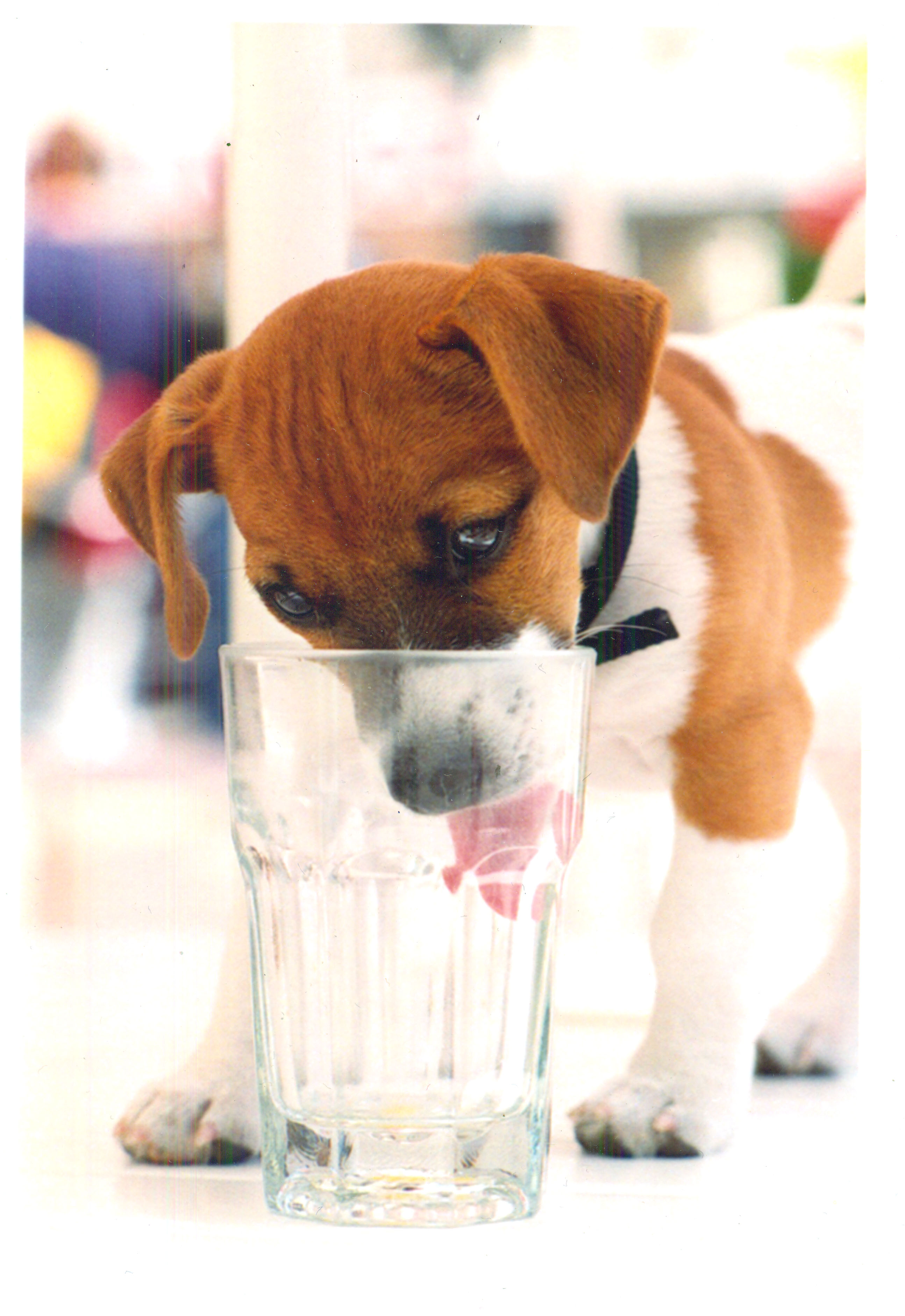
كلب جاك راسل.

1. إعتام عدسة العين: إعتام العدسة التي تحجب الرؤية وقد تسبب العمى.
2. إعتام عدسة العين الخلقية (Microphthalmia): إعتام عدسة العين المرتبطة بكرة العين صغيرة.
3. (distichiasis): موقع غير طبيعي من الرموش على هامش الجفن، مما يتسبب في تهيج العين.
4. ماء أزرق : زيادة الضغط التي يمكن أن تلحق الضرر العين المسببة للعمى.
5. ماء أزرق (صبغي): الماء الأزرق الذي يوجد فيه صبغة داكنة والتي يبدو أنها تمنع زاوية الرؤية.
6. Luxation العدسة: خلع العدسة من موقعها العادي وراء القرنية (جزئية أو كاملة).
7. ضمور الشبكية المتقدم: انحطاط خلايا الرؤية الشبكية التي تتقدم إلى العمى.

الأمراض العصبية
1. الوهن العضلي : ضعف العضلات الشديد قد يسبب (تضخم المرئ) تضخم المريء، التعب والانهيار بسبب فشل انتقال عصبي عضلي من النبضات العصبية.
2. الصمم الثنائي: عدم القدرة على السمع; أي، الصم تماماً، وكلا الأذنان متضررة.
3. الصمم من جانب واحد: الصمم الجزئي؛ أذن واحدة متأثرة فقط.
4. الصرع.

أمراض الجهاز التنفسي
1. شلل الحبل الصوتي: فشل تطوير الحنجرة (صندوق الصوت) مما يسبب صعوبات في التنفس.
2. انهيار القصبة الهوائية: تشكيل غير لائق من حلقات cartilaginous من القصبة الهوائية مما يسبب مشاكل من خفيفة إلى حادة في التنفس.
3. خلل التنسج القصبي: القصبة الهوائية الصغيرة بسبب التطور غير السليم يسبب صعوبات خفيفة إلى شديدة في التنفس.

 الأمراض الغذائية
1. (التهاب دواعم السن)Oligodontia: غياب معظم الأسنان إن لم تكن كلها.
2. تضييق البواب : يحفظ الصمام العضلي (البواب) بين المعدة والاثني عشر، ويمنع الطعام من المرور ويسبب القيء الحاد.

الأمراض السلوكية
1. العدوانية (المفرطة): مفرطة في حزم أو قوية مع غيرها من الكلاب أو الناس، قد تهاجم أو تعض دون استفزاز منطقي لذلك.

أمراض الدم
1. مرض فون ويليبراند: انخفاض العامل الثامن في الدم مما يؤدي إلى النزيف لفترات طويلة، قد تكون خفيفة أو معتدلة أو شديدة ويمكن أن تسبب الوفاة.

أمراض القلب
1. اعتلال عضلة القلب: قد يسبب شذوذ عضلة القلب وذمة الرئة والضعف في ممارسة الرياضة والموت المفاجئ.[4]
2. تضييق الأبهر: من الممكن أن يؤدي إلى الوفاة.[5][6]

المخ
- رنح مخيخي: الرنح رنح مخيخي المنشأ هو اضطراب عصبي ناتج عن انحطاط قشرة المخيخ. يمكن أن يتطور الانحطاط ويسبب ترنح في مشية الكلب. إذا ظهر الكلب مترنحاً على قدميه أو مشوشًا من وقت لآخر، فقد يكون هذا الاضطراب هو السبب.

أمراض وراثية
- ليغ كالفيه بيرثيز: المعروف أيضا باسم Legg-Calve-Perthes (LCP) هو مرض يؤثر على مفاصل الورك، وهو مرض وراثي في جاك راسل الذي غالبا ما يظهر بين سن 6-12 شهرا ويمكن تصحيحه جراحياً. يتم إزالة رأس عظم الفخذ أثناء الجراحة وتشكل العضلات مفصلًا زائفًا للورك.[7]

## قص الذيل

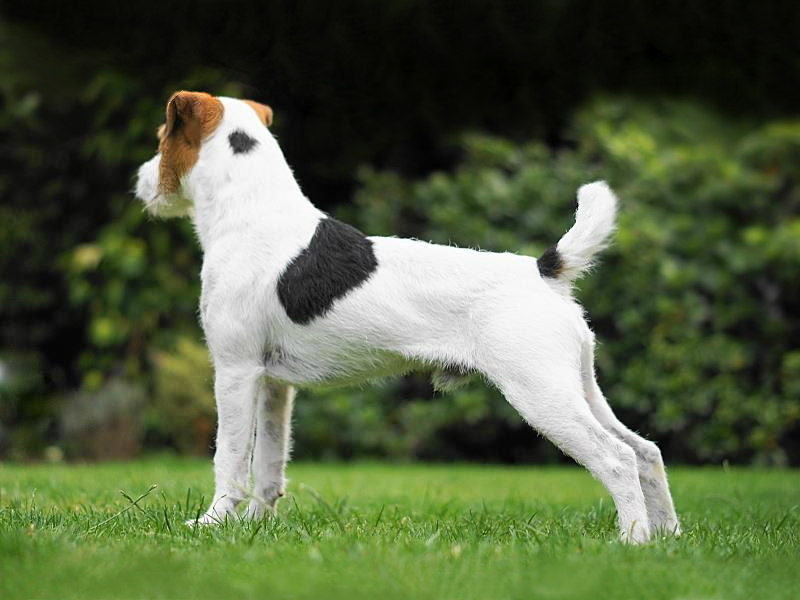
كلب جاك راسل تعرض ذيله للقص.

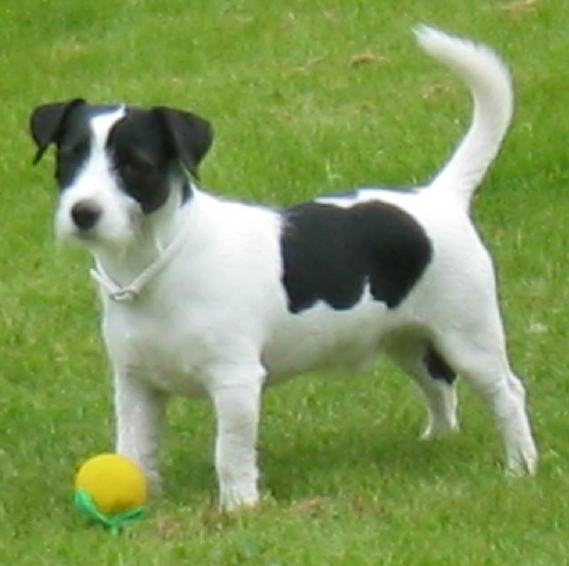
كلب جاك راسل بكامل ذيله.

يجري قص ذيل كلاب جاك راسل في معظم البلدان الآن، هو أمر غير قانوني ولا تزال المكسيك وعدد من البلدان الآسيوية، وبعض الدول في أفريقيا تسمح بذلك. في الولايات المتحدة،تقف جمعيات الأطباء البيطرية المحترفين ضد هذا الفعل كما أن الأطباء المتخصصين الأمريكيين يدركون أن هذا فعل حساس وذلك الخيار كلياً متروك للمربيين.
منذ أكتوبر 2006، وأمريكا لم تعد تمارس هذا الفعل على كلاب جاك راسل ومن يفعل ذلك في أمريكا فهو مدان، وبعض المربيين الذين يقصون ذيول كلابهم يقولون أنها لمنع إصابة الكلاب أثناء عملهم. أظهرت الدراسات أنه ليس ضرورياً للغالبية العظمى من الكلاب.

## انظر ايضاً
- كلب بوميرانيان
- كلب فارس الملك شارل
- سلالات الكلاب
- قائمة سلالات الكلاب